# Triumfetta villosiuscula
Triumfetta villosiuscula är en malvaväxtart som beskrevs av Carl Ludwig von Blume. Triumfetta villosiuscula ingår i släktet triumfettor, och familjen malvaväxter. Inga underarter finns listade i Catalogue of Life.